# اسرايل شانغو
اسرايل شانغو (16 يونيو 1989 في الإكوادور - ) هو لاعب كرة قدم إكوادوري في مركز الوسط. شارك مع منتخب الإكوادور تحت 20 سنة لكرة القدم. أما مع النوادي، فقد لعب مع نادي ماكارا وليجا دي كويتو وL.D.U. Loja ‏.

## وصلات خارجية
- اسرايل شانغو على موقع قاعدة بيانات كرة القدم.إي يو (الإنجليزية)